# Choroszczewo-Kolonia
Choroszczewo-Kolonia – kolonia w Polsce położona w województwie podlaskim, w powiecie siemiatyckim, w gminie Milejczyce.
Do 2023 miejscowość nazywała się Choroszczewo.
W latach 1975–1998 miejscowość administracyjnie należała do województwa białostockiego.